# Edicte de Caracal·la
Es coneix com a edicte de Caracal·la o igualment Constitutio Antoniana la proclama imperial de l'any 212 promulgada per l'emperador Lucius Septimius Bassianus, Caracal·la, de la dinastia Severa. Aquest edicte va ser un dels documents amb més transcendència de la història de Roma i possiblement de l'antiguitat, ja que principalment estenia el dret de ciutadania romana a totes les persones lliures de l'imperi.
La nova llei va estendre el concepte de ciutadà romà, amb tots els seus deures i drets, a totes les persones lliures de l'Imperi Romà, amb l'excepció dels deditici, habitants de ciutats que o bé havien ofert una gran resistència a ser conquerides abans de capitular o bé no ho havien fet. Les dones dels homes lliures passaven a tenir els mateixos drets que les dels ciutadans.

## Extracte de l'edicte
| «                                       | […] puc manifestar el meu agraïment als déus immortals que em protegeixen […] considero, aleshores, que puc […] servir a la seva grandiositat […] fent participar amb mi en el culte dels déus a tots els qui pertanyen al meu poble. Per tant, concedeixo a tots els peregrinus que estan sobre la Terra la ciutadania romana [salvaguardant els drets de les ciutats] amb l'excepció dels dediticii. És legítim que el major nombre no sols estigui sotmès a totes les càrregues, sinó que també estigui associat a la meva victòria. Aquest edicte serà […] la sobirania del poble romà. | » |
| — Cèsar Marc Aureli Sever Antoní August | |   |

Aquest edicte no va tenir gaire bona acollida per part de les classes altes de Roma, com explica l'historiador Cassi Dió.